# Mikulášovy prázdniny
Mikulášovy prázdniny, francouzsky Les Vacances du Petit Nicolas, je třetí knížka ze série Malý Mikuláš, kterou napsal francouzský spisovatel René Goscinny a ilustroval Jean-Jacques Sempé. Do češtiny knihu přeložila Tamara Sýkorová-Řezáčová.

## České vydání
První kniha s názvem Mikulášovy prázdniny vyšla poprvé vyšla v roce 1981 (podruhé v roce 1993) z nakladatelství Albatros, jednalo se sice o překlad původní verze Les Vacances du Petit Nicolas, ale dále byla kniha ještě rozšířena o další vybrané povídky ze všech ostatních originálních knih.
První samostatnou knihu Mikulášovy prázdniny, založenou pouze na překladech originální verze, vydalo nakladatelství BB art v roce 1997.

## Postavy
Jelikož se děj těchto příběhů odehrává o prázdninách mimo město, nevystupují zde Mikulášovi přátelé ze školy – Albín, Augustýn, Celestýn, Fridolín, Jáchym, Kryšpín a Vendelín.
V první polovině knihy jsou hlavními postavami Mikuláš, jeho maminka a tatínek a dále jeho prázdninoví kamarádi – Bonifác, Horác, Ignác, Pankrác, Pafnuc, Servác. Ve druhé části knihy to jsou kluci z táborového oddílu Rysí oko – Gualbert, Herbert, Hubert, Robertek a jejich vedoucí Bertrand Bašta.

## Příběhy
- U nás vždycky o všem rozhoduje tatínek
- Na pláži je to senzační
- Šprýmař
- Ostrov Vodní tříště
- Buď fit!
- Minigolf
- Hráli jsme si s holkama na obchod
- Návrat z prázdnin
- Kovbojové
- Návštěva v galerii
- Jsem nemocný
- Hodinky
- Cena peněz
- Nádherná kytice
- Šachy
- Musíš být rozumný
- Odjezd
- Odvahu!
- Koupání
- Vichrný štít
- Odpolední klid
- Noční hra
- Rybí polévka
- Herbertovi přijela návštěva
- Vzpomínky na prázdniny
- Byli jsme s tatínkem nakupovat
- Jáchym má trápení
- Nové papírnictví
- Fridolín kouzelníkem
- Narozeniny Marie-Hedviky
- Byli jsme za školou
- Tombola